# Georges Van Coningsloo
Georges Van Coningsloo (Wavre, 27 ottobre 1940 – Wavre, 7 aprile 2002) è stato un ciclista su strada belga. Professionista dal 1963 al 1974, era uno specialista delle classiche, e vinse una Parigi-Bruxelles ed una Bordeaux-Parigi.

## Carriera
Nei dodici anni di carriera professionistica vinse la Parigi-Bruxelles nel 1964 e la Bordeaux-Parigi nel 1967. Nel 1965 si aggiudicò inoltre frazioni alla Parigi-Nizza, al Giro del Belgio e al Critérium du Dauphiné Libére.
Salì sul podio di importanti corse in linea come Giro delle Fiandre, E3 Harelbeke, Liegi-Bastogne-Liegi, Freccia del Brabante, Gran Premio di Francoforte e complessivamente colse importanti piazzamenti sia alle classiche del pavé che in quelle delle Ardenne. Prese parte a quattro Grandi giri, ma non riuscì a portarne a termine nessuno, e a una edizione dei Campionati del mondo, nel 1964 a Sallanches.
Suo figlio Philippe (1971-1992) morì per un attacco di cuore durante una gara ciclistica dilettantistica, a sua memoria è organizzata il Memorial Philippe Van Coningsloo. Un altro figlio, Oliver, per qualche tempo intraprese la carriera ciclistica professionistica.

## Palmarès
- 1959 (Dilettanti, una vittoria)

1ª tappa Driedaagse der Brabantse Ardennen (Genval > Genval)
- 1960 (Dilettanti, tre vittorie)

Namur-Gand Leez
Bruxelles-Gembloux
Grand Prix Masson
- 1961 (Dilettanti, cinque vittorie)

Namur-Gand Leez
Bruxelles-Gembloux
Namur-Vonêche
Namur-Mariembourg
Printanières Namuroises
- 1962 (Indipendenti, una vittoria)

Lier de Saint-Martin
Kuurne-Bruxelles-Kuurne indipendenti
- 1963 (Solo/Bertin/Peugeot, due vittorie)

Polymultipliée lyonnaise
Bruxelles-Verviers
- 1964 (Peugeot, due vittorie)

Parigi-Bruxelles
Boucles de Roquevaire
- 1965 (Peugeot, due vittorie)

Grand Prix de Fourmies
Circuit de la Vallée de la Lys
Tour du Limbourg
1ª tappa Giro del Belgio (Bruxelles > Wellin)
7ª tappa Parigi-Nizza (Marsiglia > Draguignan)
8ª tappa Critérium du Dauphiné Libére
- 1967 (Pelforth, due vittorie)

Bordeaux-Parigi
Prix de Sognes
- 1969 (Peugeot, una vittoria)

3ª tappa, 2ª semitappa Tour de l'Oise (Beauvais > Creil)
- 1971 (Molteni, una vittoria)

Grand Prix Pino Cerami
- 1972 (Molteni, una vittoria)

Flèche Hesbignonne-Cras Avernas
- 1973 (Watney, una vittoria)

Grand Prix du Tournaisis

### Altri successi
- 1961 (Dilettanti, una vittoria)

Criterium di Jemeppe
- 1962 (Indipendenti, due vittorie)

Criterium di Zomergem
Kermesse Strombeek-Bever
- 1963 (Solo/Bertin/Peugeot, quattro vittorie)

Criterium di Baasrode
Kermesse di Oostrozebeke
Kermesse di Zonnegem
Kermesse di Meerhout
- 1964 (Peugeot, tre vittorie)

Campionato Provinciale Brabante (Cronosquadre, con Roger De Coninck, Ludo Janssens e Jan Lauwers)
Criterium di Ronse
WeekEnd Ardennais
- 1965 (Peugeot, )

Criterium di Denderleeuw
Criterium di Braine-le-Comte
Kermesse di Waarschoot
- 1966 (Peugeot, cinque vittorie)

Criterium di Auvelais
Criterium di Lussemburgo
Criterium di Hoeilaart
Criterium di Dippach
Criterium di Eine
- 1967 (Pelforth, una vittoria)

Gullegem Koerse (Criterium)
- 1969 (Peugeot, due vittorie)

Kermesse di Marelbeke
Kermesse di Nazareth
- 1971 (Molteni, due vittorie)

Criterium di Herstal
Kermesse di Geetbets

## Piazzamenti

### Grandi giri
- Tour de France

1964: fuori tempo massimo (alla 7ª tappa)
1965: fuori tempo massimo (alla 11ª tappa)
1966: fuori tempo massimo (alla 17ª tappa)
- Vuelta a España

1970: ritirato (alla ? tappa)

### Classiche monumento
- Milano-Sanremo

1964: 5º
1965: 18º
1967: 5º
1968: 25º
1969: 8º
1970: 35º
1973: 121º
- Giro delle Fiandre

1964: 5º
1965: 3º
1966: 20º
1967: 20º
1971: 4º
- Parigi-Roubaix

1963: 44º
1965: 10º
1966: 32º
1967: 24º
- Liegi-Bastogne-Liegi

1963: 10º
1964: 2º

### Competizioni mondiali
- Campionati del mondo

Sallanches 1964 - In linea: ritirato